# Siedlung Nordostbahnhof
Das Wohnquartier Nordostbahnhof liegt im Nordosten von Nürnberg und gehört zum Stadtteil Schoppershof von Nürnberg und hat etwa 4.000 Einwohner. Das Gebiet ist flächenmäßig identisch mit dem statistischen Distrikt 811 Schoppershof (Leipziger Str.). Die rund 350 Wohngebäude mit 2.350 Wohnungen gehören zum Großteil der Immobiliengesellschaft wbg Nürnberg. Die Siedlung entstand zwischen 1929 und den 1950er Jahren und steht heute als Ensemble unter Denkmalschutz (E-5-64-000-30).

## Geschichte
1898 wurde beim Bau der Ringbahn (und später der Nebenbahn Nürnberg-Gräfenberg) der Nordostbahnhof errichtet.
Die Siedlung Nordostbahnhof ist das Ergebnis eines 1928 ausgelobten Wettbewerbs, als Teil eines großangelegten Wohnungsbauprogrammes unter Oberbürgermeister Hermann Luppe. Die Nordostbahnhofsiedlung war als Großsiedlungsprojekt eines der größten Wohnungsbauprojekte der Weimarer Republik. Ein Großteil der Gebäude wurde von dem Architekten Karl Sorg zwischen 1929 und 1931 geplant und unter seiner Leitung gebaut, den baulichen Abschluss fand die Siedlung aber erst in den frühen 1950er Jahren.
Die Siedlung entstand vom Leipziger Platz aus etappenweise von Westen nach Osten und südlich der Ringbahn. 1929 wurden im ersten Bauabschnitt 190 Häuser mit 1.177 Wohnungen errichtet. Die ersten Mieter zogen 1930 in die Wohnungen ein. Von Anfang an war der Anteil der Arbeiter sehr hoch, da die Mieten relativ günstig waren.
Die Leipziger Straße erhielt am 22. Juni 1929 ihren Namen, kurze Zeit später wurde die Fläche westlich davon Leipziger Platz genannt. Auf dem ungepflasterten Platz wurden Holzbaracken als Notunterkünfte für Obdachlose errichtet, die dort bis zum Zweiten Weltkrieg standen; bei den Bombardements auf Nürnberg brannten die meisten Unterkünfte ab. Daneben waren dort einige kleinere Geschäfte und Handwerksbetriebe ansässig.
Anfang der 1960er Jahre wurde der Leipziger Platz zu einer Verkehrsdrehscheibe umgebaut. Auf dem südlichen Platz entstand ein siebenstöckiger Wohnblock mit Ladenzeile im Erdgeschoss. 1990 wurde ein städtebaulicher Ideenwettbewerb, mit dem Ziel ein multifunktionales Stadtteilzentrum zu errichten, durchgeführt, der bis Ende der 1990er Jahre teilweise umgesetzt wurde. Anfang 1996 wurde der U-Bahnhof Nordostbahnhof fertiggestellt.
Das Lindestadion wurde 1935, anlässlich der Winterspiele im Olympiajahr 1936, von der Firma Linde an der Bayreuther Straße errichtet. In Richtung der heutigen Elbinger Straße schließt sich ein Schwimmbad mit Liegewiese an, das heutige Nordostbad.
Seit etwa 2000 investierte die Eigentümerin (die städtische Wohnungsgesellschaft WBG) erheblich in die Modernisierung und Zukunftsfähigkeit der in die Jahre gekommenen Siedlung, deren Wohnungsbestand weitgehend abgewohnt war.

## Struktur, Gestaltung und Konzeption
Die Siedlung ist fächerartig angelegt und verbreitet sich vom Leipziger Platz her mit ihrer Hauptachse, der Leipziger Straße und einem breiten Grünzug als Nebenachse nach Osten. Die streng sachlich gestalteten Wohnblöcke sind symmetrisch an der Hauptachse Leipziger Straße orientiert und erhalten Akzente und Platzräume durch pavillonartige Einschnürungen mit Arkaden für neun Läden und eine Gaststätte. 
Die Gebäude sind betont sachlich gehalten, die Fassaden geometrisch und frei von ornamentalem Schmuck, also modern im Sinne der zeitgenössischen Bauhaus-Lehre. Andererseits wurde auf Flachdächer – ganz anders als bei den zeitgleich entstandenen Großsiedlungen in Frankfurt am Main (Praunheim, Hellerhof und Römerstadt, von Ernst May), in Berlin-Britz (Hufeisen-Siedlung von Bruno Taut) oder in Karlsruhe (Dammerstock von Walter Gropius) – vollständig verzichtet. Die stattdessen verwendeten, gemäßigt traditionell wirkenden, flachen Walmdächer, lassen die ansonsten kompromisslos modern konzipierte Siedlung dann doch nicht radikal, sondern eher etwas behäbig erscheinen, wofür Sorg von zeitgenössischen Architekten damals auch kritisiert wurde. Der modern gesinnte Baureferent Walter Brugmann konnte sich Ende der 1920er Jahre nicht gegen Oberbürgermeister Dr. Hermann Luppe durchsetzen, der zwar dem Neuen Bauen aufgeschlossen gegenüberstand, aber keine radikalen Brüche im Stadtbild wollte.
Die standardisierten Haustypen enthielten ausschließlich Kleinwohnungen, in der Regel betrug die Wohnfläche weniger als 50 m². Einige Häuser enthalten im zweiten Obergeschoss großzügig bis in den Dachbereich hinein verglaste Künstlerateliers.
Die Siedlung ist äußerlich weitgehend im Ursprungszustand erhalten und ist damit heute ein anschauliches Beispiel für die Stadterweiterungsvorstellungen und die praktizierte Wohnungspolitik der Weimarer Zeit.

## Verkehr
Die Siedlung am Nordostbahnhof ist gut an das regionale Verkehrsnetz angebunden. Der von der U-Bahn-Linie U 2 bediente U-Bahnhof Nordostbahnhof liegt am Eingang zur Siedlung unterhalb des Leipziger Platzes. Dorthin verkehren auch mehrere Stadtbuslinien. 
Der Flughafen ist etwa zwei Kilometer und der Hauptbahnhof etwa drei Kilometer entfernt, beide Ziele sind umsteigefrei mit der U 2 zu erreichen.
Vom namensgebenden Bahnhof Nürnberg-Nordost aus beginnen und enden die Regionalzüge der DBAG nach Gräfenberg, über Heroldsberg, Kalchreuth und Eckental. 
Straßenseitig ist die Siedlung über die Dresdener Straße/Oedenberger Straße an den Nordostring (Bundesstraße 4a) und über die Kieslingstraße an die Äußere Bayreuther Straße Bundesstraße 2 an das städtische und überregionale Verkehrsnetz (A 3) gut angebunden.